# Svärdmannen i Janakkala
Svärdmannen från Janakkala är en gravlagd man som hösten 2013 påträffades i Janakkala, ca 20 km sydöst om Tavastehus i landskapet Egentliga Tavastland i södra Finland. Graven innehöll ett skelett, två svärd och andra föremål. Det äldre svärdet är daterat till vikingatiden och det yngre till korstågstid. Janakkalamannen tros ha dött omkring år 1300. På grundval av en tomografisk undersökning tros mannen ha dött en våldsam död.
Graven innehöll föremål från äldre, hednisk tid. Den kolbit som placerats vid ansiktet dateras till år 1000, det vill säga vikingatid. Också de två svärden har åldersbestämts. Det kortare svärdet (av Z-typ) dateras med ledning av stil och form till 950–1050, och det kan ursprungligen komma från en förkristen –brandgrav. Det längre svärdet är ett korstågssvärd (av typ XI) från 1050–1200.
Enligt Simo Vanhatalo, forskare vid Museiverket, har föremål från hednatid ibland påträffats i kristna gravar. Förutom svärden innehöll graven dessutom svårdaterade föremål som en spjutspets, en yxa och en kniv.
I en DNA-studie som publicerades i januari 2018 avslöjades att det mitokondrie-DNA som svärdmannen ärvt på mödernet är det som 30 procent av dagens finländare har. Däremot delas hans fäderneärvda y-kromosom endast av 2–3 procent av våra dagars finländare. Enligt professor Jan Storå verkar svärdmannen ha varit från området men hans genetiska arv härrör väster- och söderifrån snarare än från öster. Uppgifterna är preliminära på grund av bristen på jämförbara data från denna tid.